# Szabó Marcel
Szabó Marcel (Budapest, 1970. május 23. -) magyar nemzetközi jogász és Európa-jogász, a Pázmány Péter Katolikus Egyetem Jog- és Államtudományi Karának tanszékvezető egyetemi tanára, 2012 és 2016 között az alapvető jogok biztosa jövő nemzedékek érdekeinek védelmét ellátó biztoshelyettese, 2016. december 1-től alkotmánybíró. Fő szakterülete a nemzetközi környezetvédelmi jog és a jövő nemzedékek érdekeinek védelme.

## Életpályája
1994-ben szerzett jogi diplomát az ELTE Állam- és Jogtudományi Karán. 1993-ban az University of Delft River Basin Administration Centerében töltött egy szemesztert, ahol a határokkal osztott Duna- és Rajna-szakaszok nemzetközi jogi problémáival foglalkozott. 1995-ben részt vett a Stanford University diplomata továbbképző programján, majd a párizsi Pantheon-Assas Universityn folytatott tanulmányokat 1995-1996-ban. 1996-1997-ben a Cambridge Universityn szerzett nemzetközi jogi diplomát.
1997 óta a Pázmány Péter Katolikus Egyetem Jog- és Államtudományi Karának oktatója, 1997-től egyetemi tanársegéd, 1998-tól adjunktus, 2003-tól egyetemi docens, 2017-től egyetemi tanár. 2003 és 2011 között külügyi dékánhelyettes, 2004 és 2011 között az Európajogi és Nemzetközi Közjogi Tanszék vezetője, 2012-től az Európajogi Tanszék tanszékvezetője.
1993-1994-ben a Külügyminisztérium Nemzetközi Jogi Főosztályának munkatársa. 1998 és 2002 között a Dunai Kormánybiztos Titkárságán nemzetközi jogi tanácsadó, majd a Nemzetközi Jogi Főosztály vezetője, 2001 és 2002 között a hágai Nemzetközi Bíróság bős-nagymarosi vízlépcsőperben hozott ítélete végrehajtásával összefüggésben létrehozott magyar-szlovák Jogi Szakértői Munkacsoport magyar oldalának vezetője.
2011. februárjától 2012. október 6-ig a magyar kormány képviselője a hágai Nemzetközi Bíróság előtt. 2011. október 6-tól 2012. október 6-ig a határokkal osztott természeti erőforrások fenntartható használatáért felelős miniszteri biztos a Közigazgatási és Igazságügyi Minisztériumban. 2012. október 8-án az Országgyűlés az alapvető jogok biztosa jövő nemzedékek érdekeinek védelmét ellátó helyettesévé választotta. 2016. november 22-én az Országgyűlés 12 évre alkotmánybíróvá választotta, 2016. december 1-től kezdődően, Horváth Attilával, Hörcherné Marosi Ildikóval és Schanda Balázzsal együtt.

## Tudományos munkássága
2005 és 2011 között a Iustum Aequum Salutare folyóirat szerkesztőbizottságának tagja. 2013 óta a Hungarian Yearbook of International Law and European Law alapító főszerkesztője. 2018 óta a Belügyi Szemle tudományos tanácsadó testületének tagja.
Fő kutatási területe az egészséges környezethez való jog, a nemzedékek közötti szolidaritás és a jövő nemzedékek érdekeinek védelme a nemzetközi jogban. Ugyancsak részletesen foglalkozott az államok nemzetközi jogi felelősségével, az uniós jog és a nemzetközi jog kapcsolataival, továbbá az uniós jog szerepével a magyar Alkotmánybíróság gyakorlatában. Több, mint 100 magyar és angol nyelvű tudományos publikáció szerzője.
A Network of Institutions of Future Generations (a Ban Ki-Moon ENSZ-főtitkár jelentésében nevesített nyolc, a jövő nemzedékek érdekeinek védelmével foglalkozó nemzeti intézmény ernyőszervezete) alapítója és tiszteletbeli elnöke. 2016 óta az UNESCO Voices of Future Generations International Commission elnöke.
Magyarországon tagja az MTA Köztestületének, az MTA Állam- és Jogtudományi Bizottság Nemzetközi Közjogi Albizottságának, az MTA Állam- és Jogtudományi Bizottság Európajogi Albizottságának, a FIDE Hungarian Branch-nak.

## Díjai
2011-ben az Amerikai Kereskedelmi Kamara (AmCham) által dr. Völgyes Iván emlékére alapított díj nyertese.
2018-ban az UNESCO Voices of Future Generations Global Inspiration Award díjának nyertese.
2020-ban a H.E. Judge C. G. Weeramantry International Justice Award díjasa.

## Legfontosabb publikációi
- Marie-Claire Cordonier Segger, Marcel Szabó, Alexandra R. Harrington (szerk.): Intergenerational Justice in Sustainable Development Treaty Implementation: Advancing Future Generations Rights through National Institutions (Cambridge University Press, 2021.)
- The Past, Present and Future of the Hungarian Yearbook of International Law and European Law - An Evolving Story (Netherlands Yearbook of International Law, 2020.)
- Gyeney Laura, Szabó Marcel: A magyar alkotmányjog az Európai Unióban (Pázmány Press, 2020.), könyvfejezet
- Minek nevezzelek? A nemzetközi szerződéses eredetű uniós jog az Alkotmánybíróság gyakorlatában (Közjogi Szemle, 2020.)
- Sustainable Development in the Judgments of the International Court of Justice (Routledge, 2017.), könyvfejezet
- A Common Heritage Fund for Future Generations (Oxford University Press, 2016.), könyvfejezet
- A vízbázisok alkotmányos védelmének új koncepciója (Jogtudományi Közlöny, 2014.)
- Szabó Marcel, Greksza Veronika (szerk.): Right to Water and the Protection of Fundamental Rights in Hungary (PTE ÁJK, 2013.)
- Az Európai Unió Bíróságának hatása a nemzetközi jog fejlődésére (Európai Jog, 2013.)
- A többes állampolgárság - új nemzetközi és unió perspektívák felé? (Állam- és Jogtudomány, 2013.)
- Az európai jog és a nemzetközi jogrend - hierarchia és összefonódás (Állam- és Jogtudomány, 2012.)
- State Responsibility and the Law of Treaties (Eleven, 2010.), szerkesztőként és szerzőként
- Gabcikovo-Nagymaros Dispute - Implementation of the ICJ Judgment (Environmental Policy and Law, 2009.)
- A jóvátételi cikkek kodifikációja az ENSZ Nemzetközi Jogi Bizottságában (2007.)